# 3-Bein-Logik
Die 3-Bein-Logik, auch Dreibeinlogik oder Dreibein-Logik, besteht aus drei Grundsätzen, die eingehalten werden müssen, um Unfälle beim Sichern eines Kletterers zu vermeiden. Sie wurden von Walter Britschgi formuliert, um Fehlbedienungen insbesondere von Halbautomaten wie dem Grigri zu vermeiden.

## Bremshandprinzip
Das Bremshandprinzip besagt, dass eine Hand immer das Bremsseil umfassen muss. Vor allem beim schnellen Seilausgeben im Vorstieg erfordert dies Übung. Bei einem Halbautomaten muss nämlich dafür die Blockierfunktion ausgeschaltet werden. Wird nun eine Hand ganz dafür benutzt, die andere zum Seilausgeben, so ist dieses Prinzip verletzt. Dies hat schon tödliche Unfälle zur Folge gehabt und die Illusion zerstört, dass Halbautomaten Unfälle vollkommen verhindern.
Die Gaswerkmethode hingegen beachtet das Bremshandprinzip und lässt das schnelle Seilausgeben zu.
Auch beim Ablassen muss beim Grigri eine Hand das Bremsseil fassen, erst dann darf der Ablasshebel betätigt werden. Denn dieser ist nicht für die Dosierung der Ablassgeschwindigkeit konstruiert, sondern kennt nur die Modi Blockade/Nicht-Blockade. Durch die falsche Reihenfolge hat es schon Unfälle mit Bodenstürzen und Verbrennungen an der Hand des Sichernden gegeben.
Beim Tube, Achter und der HMS empfiehlt der DAV, dass die Bremshand geschlossen ist, das heißt, dass Daumen und Zeigefinger einen Ring bilden. Sonst kann bei einer kleinen Unachtsamkeit bei einem Sturz das Bremsseil aus der Hand gleiten, der Greifreflex (s. u.) kann dann dazu führen, dass die Bremshand das falsche Seil ergreift.
Das Bremshandprinzip ist ebenfalls verletzt, wenn zu viel Schlappseil vorhanden ist, da dann die Bremshand funktionslos wird.

## Die Bremsmechanik des Gerätes
Die Bremsmechanik des Gerätes muss funktionieren. Bei Tubes, Autotubes und Abseilachtern ist die Positionierung der Bremshand wichtig, diese muss sich, außer wenn Seil eingeholt wird, unter dem Sicherungsgerät befinden. Auch falsche Karabiner können die Bremsmechanik aufheben. In einem zu kleinen Karabiner kann sich das Sicherungsgerät verklemmen, manche Karabiner mit Positionierung (z. B. der Belay-Master) können beispielsweise beim Click-Up verhindern, dass dieser in die Blockierfunktion rutscht.

## Reflexe des Menschen
Schließlich sind noch die natürlichen Reflexe zu beachten. Der Greifreflex führt in einer Gefahrensituation wie einem Sturz dazu, dass der Sichernde das was er in der Hand hält, noch fester greift und zu sich hinzieht. Den Hebel eines Grigri und GriGri 2 beim Sturz zu sich zu ziehen, ist aber gerade falsch. Hier ist das Smart den beiden ersten Versionen des GriGri überlegen, da die Bremshand hier unter dem Sicherungsgerät positioniert ist und der Greifreflex dazu führt, dass die Bremshand zum Körper gezogen wird.
Basierend auf dieser Problematik veröffentlichte Petzl im Jahr 2017 das verbesserte GriGri+. Die integrierte Anti-Panik-Mechanik blockiert das Seil sofort, wenn der Hebel komplett durchgezogen wird.

## Fehlbedienung des Grigris
Durch die 3-Bein-Logik kann die Fehlbedienung des Grigris, wenn beim Vorstieg nicht nach der Gaswerkmethode ausgegeben wird, sondern eine Hand den Blockiermechanismus festhält und die andere Hand das Seil ausgibt, folgendermaßen erklärt werden:
- Das Bremshandprinzip wird verletzt, keine Hand hält das Bremsseil fest.
- Die Bremsfunktion kann nicht mehr funktionieren, da diese durch eine Hand blockiert ist.
- Im Sturzfall wäre das beides kein Problem, wenn der Sichernde beide Hände wegstrecken würde. Allerdings kann der Greifreflex dazu führen, dass die Führungshand das Seil und die frühere Bremshand den Blockiermechanismus festhält. Die Folge ist ein Sturz des Kletterers auf den Boden und eine verbrannte Hand des Sichernden.